# Images Musicales
Images Musicales is een verzameling van geïllustreerde bladmuziek door een Belgische verzamelaar samengesteld.
Het is een van de grootste verzamelingen op dit aparte terrein van decoratieve grafische kunst. De collectie omvat meer dan 10.000 geïllustreerde exemplaren van bladmuziek voornamelijk uit de periode tussen 1890 en 1940, met een speciale aandacht voor de stijlperiode van de art nouveau en art deco. 68% van de collectie bestaat uit omslagen met een Franse herkomst maar er zijn ook fraaie omslagen ontworpen door Belgische ontwerpers (13%) en verder ontwerpen uit de Verenigde Staten, het Verenigd Koninkrijk, Nederland, Duitsland, Italië, Oostenrijk en andere landen. De collectie bevat omslagen van ruim 1650 ontwerpers.